# Nationale Bibliotheek van Georgië
De Ilia Tsjavtsjavadze Nationale Bibliotheek van Georgië (Georgisch: ილია ჭავჭავაძის სახელობის საქართველოს ეროვნული ბიბლიოთეკა, Ilia Tsjavtsjavadzis Sachelobis Sakartvelos Erovnoeli Biblioteka) is de nationale bibliotheek van Georgië, gevestigd in Tbilisi.

## Geschiedenis
De geschiedenis van de Nationale Bibliotheek van Georgië begon in 1846, toen de "Openbare Bibliotheek van Tbilisi" werd opgericht de onderkoning van de Kaukasus, Michail Vorontsov. In 1848 kreeg de bibliotheek de collectie in bezit die door de Georgische staatsman en publicist Dimitri Kipiani was aangelegd. In 1859 had de bibliotheek 13.260 werken in 19 talen in bezit. Door de groei van de collectie kwam in 1851 een nieuw gebouw.
De bibliotheek werd daarna regelmatig uitgebreid. In 1868 werd de collectie van het Kaukasus Museum samengevoegd met de bibliotheek. In 1913 werd de Openbare Bibliotheek van Tbilisi omgevormd tot de Wetenschappelijke Bibliotheek van het Kaukasusmuseum. Vanaf 1914 was de bibliotheek tien jaar gesloten en was de collectie in dozen opgeslagen vanwege de bouw van nieuwe huisvesting. Het hedendaagse gebouw van de nationale bibliotheek werd in de periode 1913-1916 gebouwd.
In 1923 werden de Openbare Bibliotheek van Tbilisi en de Parlementaire Bibliotheek samengevoegd tot de Staatsbibliotheek van Georgië. In 1937 verkreeg de bibliotheek de collectie van de bibliotheek van de Vereniging van Geletterdheid, die actief was in de periode 1880-1927. Hiermee had de staatsbibliotheek de meest complete collectie van het nationale gedrukte materiaal in Georgië. In 1957 sloot de bibliotheek zich aan bij het internationale boekenruilnetwerk.
In 1990 werd de naam veranderd in "Nationale Bibliotheek van Georgië", om zes jaar later door het parlement hernoemd te worden in "Nationale Parlementaire Bibliotheek van Georgië" (NPLG). In 2000 werd de nationale literaire figuur en publicist Ilia Tsjavtsjavadze geëerd in de naamgeving van de bibliotheek. Tsjavtsjavadze wordt algemeen beschouwd als een van de grondleggers van het moderne Georgië. Sinds 2006 is de bibliotheek lid van de International Federation of Library Associations and Institutions (IFLA).
In maart 2025 werd de bibliotheek onder publiekrecht geplaatst en valt ze niet meer onder parlementair toezicht, maar onder het Ministerie van Cultuur. De naam werd desgevolg formeel gewijzigd in "Ilia Tsjavtsjavadze Nationale Bibliotheek van Georgië".